# ドカンと一発!
ドカンと一発!（どかんといっぱつ）はTBS系列のナショナル劇場（後にパナソニック ドラマシアター→現在の月曜ミステリーシアター）として1968年10月28日から1969年1月20日まで放送されたテレビドラマである。

## 概要
渡辺企画とTBSの共同制作で、商事会社「日乃本物産」を舞台にしたドタバタコメディ。クレージーキャッツと藤田まことはそこで働いていて、ドリフはその会社を一手に引き受けている運送会社「東西運送」の社員。毎回、主人公が替わった。

## キャスト
- 第一営業部長・植田：植木等
- 副社長・花山：ハナ肇
- 第二営業部長・谷口：谷啓
- 社長・大塚：犬塚弘
- 総務課長・桜田：桜井センリ
- 営業部員・安原：安田伸
- 営業部員・石山：石橋エータロー
- 第三営業部長・藤井：藤田まこと
- 刈谷：いかりや長介
- 谷口の母：小桜葉子
- 大塚とみ子：春川ますみ
- 荒井注
- 加藤茶
- 高木ブー
- 仲本工事
- 中村メイコ
- 島かおり
- 北林早苗
- 佐々木愛
- 山東昭子
- 笠置シズ子
- ひし美ゆり子

## スタッフ
- 製作総指揮：松下幸之助
- 製作：松下正治、丹羽正治
- 脚本：田波靖男、瀬川昌治、笠原良三、井上和男、平野浩一、森﨑東、渡辺祐介、大川久男
- 監督:井上和男、瀬川昌治、小山幹夫、渡辺祐介、村山新冶、山田達雄

## サブタイトル
| 回数 | 放送日         | サブタイトル             | 脚本               | 監督     |
| ---- | -------------- | ------------------------ | ------------------ | -------- |
| 1    | 1968年10月28日 | 同期の桜集まれ作戦       | 田波靖男、瀬川昌治 | 瀬川昌治 |
| 2    | 11月4日        | 死なばもろとも作戦       | 田波靖男           | 小山幹夫 |
| 3    | 11月11日       | 俺にまかせろ作戦         | 笠原良三、井上和男 | 井上和男 |
| 4    | 11月18日       | 俺はダメな男作戦         | 田波靖男           | 瀬川昌治 |
| 5    | 11月25日       | それでどうする作戦       | 田波靖男           | 瀬川昌治 |
| 6    | 12月2日        | ぬらり、くらり作戦       | 田波靖男、平野浩一 | 小山幹夫 |
| 7    | 12月9日        | ゴリラ蒸発作戦           | 森﨑東、渡邊祐介   | 渡邊祐介 |
| 8    | 12月16日       | 奥様に最敬礼作戦         | 笠原良三           | 村山新治 |
| 9    | 12月23日       | メリークリスマス作戦     | 田波靖男           | 小山幹夫 |
| 10   | 12月30日       | 親切はソンだ作戦         | 渡邊祐介、大川久男 | 渡邊祐介 |
| 11   | 1969年1月6日   | 宝さがし作戦             | 渡邊祐介、大川久男 | 渡邊祐介 |
| 12   | 1月13日        | カンオケに手を出すな作戦 | 田波靖男           | 山田達雄 |
| 13   | 1月20日        | みんなで乾杯大作戦       | 笠原良三           | 山田達雄 |

| スタブアイコン | サブスタブ | この項目は、まだ閲覧者の調べものの参照としては役立たない、テレビ番組に関連した書きかけの項目です。この項目を加筆・訂正などしてくださる協力者を求めています（P:テレビ/PJ:放送または配信の番組）。 |